# Giã từ những đêm hoang
Giã từ những đêm hoang là một bộ phim truyền hình được thực hiện bởi Hãng phim Truyền hình Thành phố Hồ Chí Minh, Đài Truyền hình Thành phố Hồ Chí Minh do Nguyễn Đỗ Khoa và Phạm Lộc làm đạo diễn. Phim phát sóng vào lúc 22h00 từ thứ 2 đến thứ 5 hàng tuần bắt đầu từ ngày 14 tháng 6 năm 2022 và kết thúc vào ngày 4 tháng 8 năm 2022 trên kênh HTV9.

## Nội dung
Giã từ những đêm hoang xoay quanh Lâm Sói (Huỳnh Trường Thịnh) - một thanh niên giang hồ bị gài bẫy vào tù. Sau ba năm anh ra trại và quyết truy tìm sự thật về kẻ giết chết người chú ruột đã nuôi dưỡng, bảo bọc anh từ đứa trẻ mồ côi.

## Diễn viên
- Huỳnh Trường Thịnh trong vai Lâm Sói
- Tăng Huỳnh Như trong vai Quỳnh
- Huỳnh Điệp Kiều Ngân trong vai Xuân
- Trần Kim Hải trong vai Ba Đông
- Thành Khôn trong vai Thái
- Tuyết Quyên trong vai Phượng
- Nguyễn Đức Thịnh trong vai Tư Phước
- Ngân Quỳnh trong vai Bà Ngân
- Huy Cường trong vai Nam Đen
- Hoàng Yến trong vai Bích
- Ngô Thái Hiển trong vai Long

Cùng một số diễn viên khác....

## Ca khúc trong phim
- Em có tin vào ý trời

Sáng tác: Nguyễn Thanh Tú
Thể hiện: Minh Nhật
- Bài hát ru tuổi 25

Sáng tác: Nguyễn Thanh Tú
Thể hiện: Văn Quân - Khánh Uyên
- Khi nỗi đau dừng lại

Sáng tác: Nguyễn Minh Cường
Thể hiện: Khánh Uyên
- Sợ

Sáng tác: Vũ Ngọc Bích 
Thể hiện: Isaac Thái

## Giải thưởng
| Năm  | Giải thưởng                                | Hạng mục                         | (Người) đề cử | Kết quả   | Tham khảo   |
| ---- | ------------------------------------------ | -------------------------------- | ------------- | --------- | ----------- |
| 2023 | Hội Điện ảnh Thành phố Hồ Chí Minh         | Phim truyện truyền hình xuất sắc | —             | Giải A    | [ 8 ] [ 9 ] |
| 2023 | Liên hoan truyền hình Toàn quốc lần thứ 41 | Phim truyền hình                 | —             | Bằng khen | [ 10 ]      |